# Soyaux Angoulême XV Charente
Soyaux Angoulême XV Charente är en fransk rugbyklubb, grundad 2010, baserad i Angoulême. Det bildades av sammanslagning av sportklubben Angoulême och Rugbyklubben Soyaux.
Efter att ha spelat i Pro D2 från säsongen 2016-2017 till säsongen 2020-2021, spelar SA XV i National från säsongen 2021-2022.